# Amazon Prime Video
 (транскр.  Амазон прајм видео) америчка је претплатничка услуга видеа на захтев чији је власник Amazon. Првенствено дистрибуира филмове и телевизијске серије које су произвели Amazon MGM Studios или други студији, под називом Amazon Originals.
Покренут је 7. септембра 2006. као Amazon Unbox у САД. Растао је проширењем избора садржаја, те додао чланство Prime Video након развоја Prime претплате. Након тога мења назив у Amazon Instant Video on Demand. Од 14. децембра 2016. Prime Video је доступан широм света, док од 18. фебруара 2025. бележи 200 милиона активних корисника.

## Историја

### Оригинални програми
Услуга је покренута 7. септембра 2006. године као Amazon Unbox у Сједињеним Државама. Услуга је 4. септембра 2008. преименована у Amazon Video on Demand. Од августа 2014. услуга више није доступна за преузимање купљених тренутних видео записа. Дана 22. фебруара 2011, услуга је преименована у Amazon Instant Video и додала је приступ 5.000 филмова и ТВ серија за чланове услуге . Дана 4. септембра 2012. Amazon је потписао уговор са претплатничким ТВ каналом Epix о приказивању филмова на њиховој стриминг услузи, у покушају да се надмеће са конкурентском стриминг услугом . Поред тога, у новембру 2013. Amazon је премијерно представио комедије Алфа кућа и Бетас, које су оригиналне серије доступне искључиво на мрежи путем услуге Prime Instant Video. Amazon је понудио прве три епизоде обе серије одједном бесплатно, а свака следећа епизода објављена је недељно за чланове услуге .
У фебруару 2014. Amazon је најавио да ће стриминг услуга LoveFilm своје подружнице у УК бити спојена у услугу Instant Video 26. фебруара 2014. године. У јануару 2015. серија Транспарент је постала прва серија коју су произвели Amazon Studios која је освојила главну награду и прва серија од стриминг видео услуга која је освојила награду Златни глобус за најбољу телевизијску серију — мјузикл или комедију.
Amazon је 2015. године је покренуо Streaming Partners Program (сада познат као Amazon Channels), платформу која омогућава претплатницима независне канале и стриминг услуге који се нуде претплатницима услуге Amazon Prime преко платформе Amazon Video. Ове услуге су одвојене од Amazon Video понуде и морају се купити засебно. Прво покретање у САД обухватало је услуге попут Curiosity Stream, Lifetime Movie Club, Shudder предузећа AMC, Showtime, Starz и друге. Услуга је накнадно додала друге партнере, као што су HBO и Cinemax, Fandor, PBS Kids, Seeso, Toku и Boomerang.
Amazon је 30. јула 2015. објавио да је ангажовао Џеремија Кларксона, Ричарда Хамонда и Џејмса Меја како би произвели аутомобилску серију без наслова за Amazon Prime Video која ће касније добити име The Grand Tour. Ни Џеф Безос ни Amazon.com нису изјавили колико Кларксону, Хамонду или Меју плаћају за производњу програма преко њихове продуцентске куће W. Chump & Sons, али Џеф Безос је изјавио да је посао био „веома скуп, али вредан тога”. Буџет за серију није званично објављен, али Енди Вилман, бивши извршни продуцент серије Top Gear, изјавио је да ће свака епизода имати буџет од око 4.5 милиона британских фунти, девет пута већи од буџета серије Top Gear. Такође у јулу, Amazon је најавио планове за проширење услуге у Индију.
У септембру 2015. реч „Instant” избачена је из наслова у САД и преименована је у једноставно Amazon Video. У новембру 2016. године Wall Street Journal известио је да Amazon следи права на стриминг америчким професионалним спортским лигама како би даље разликовао услугу.
Amazon је у новембру 2016. објавио да планира да преноси The Grand Tour глобално, што је довело до нагађања да ли ће пуна Prime Video услуга започети шире међународно представљање да би се такмичила са стриминг услугом . Дана 14. децембра 2016. године Prime Video се проширио у додатних 200 земаља.
У јануару 2017. Amazon је најавио Anime Strike, услугу Amazon Channels усредсређену на аниме. У мају 2017. Amazon Channels су се проширили на Немачку и Велику Британију; у Великој Британији, предузеће је постигло договоре о понуди канала компаније Discovery Communications (укључујући Eurosport) и садржаја уживо/на захтев ITV.
У априлу 2017. Amazon је почео да врши аквизиције садржаја везаних за спорт, прво стекавши неексклузивна права на пренос делова НФЛ Фудбалских утакмица четвртаком увече током НФЛ сезоне 2017. претплатницима услуге Prime у уговору од 50 милиона америчких долара, замењујући претходни уговор са услугом . У августу је Amazon стекао британска телевизијска права на АТП турнеју почетком 2019. године, замењујући Sky Sports. Договор ће трајати до 2023. године и ексклузивно ће показати све мастер догађаје 1000 догађаја и 12 500 и 250 турнира из серије. Amazon ће бити независни провајдер ТВ платформе за АТП финале, а почев од 2018. године за клуб Квинс и Истберн турнире. АТП је у септембру најавио двогодишњи уговор за предузећем Amazon да преноси АТП финале следеће генерације. У новембру је објављено да је Amazon стекао британска телевизијска права на Отворено првенство САД у тенису на пет година од издања из 2018. године, за пријављених 30 милиона британских фунти. Eurosport који је поседовао свеевропска права продужио је свој уговор са Отвореним првенством САД у тенису, али је искључио Уједињено Краљевство, што је било иронично јер је Amazon постигао договор са емитерима о преносу њихових канала на њиховој станици. АТП је додатно најавио да ће Amazon у САД приказивати тениски канал, Tennis TV од 2018.
Дана 5. јануара 2018, Amazon је објавио да ће Anime Strike и Heera (други Channel посвећен индијским филмовима и серијама) бити укинути као засебне услуге и да ће њихов садржај бити спојен у главну Prime Video библиотеку без додатне наплате.
У јуну 2018. године објављено је да је Amazon обезбедио права Уједињеног Краљевства за пренос 20 фудбалских утакмица Премијер лиге из сезоне 2019–20 на трогодишњи уговор. Ово ће бити први пут да ће се лига приказивати на домаћој услузи за пренос уживо, за разлику од приказивања искључиво на телевизији.
Amazon Studios поседује права на глобалну телевизијску адаптацију серије Господар прстенова: Прстенови моћи која ће се емитовати на услузи Prime Video 2022. године.